# خوان مارتينيز دي روزاس
خوان مارتينيز دي روزاس (بالإسبانية: Juan Martínez de Rozas) (و. 1759 – 1813 م) هو سياسي، ومحام من تشيلي ولد في تشيلي.